# Карамай (фильм)
«Карама́й» (кит. упр. 克拉玛依, пиньинь Kèlāmǎyī, уйг. قاراماي‎) — шестичасовой документальный фильм Сюй Синя, снятый в 2009 году, повествующий о трагедии 1994 г. в Зале Дружбы городского округа Карамай (КНР), в котором погибли 323 человека, 288 из них — дети.

## Сюжет
Повествование вращается вокруг событий 8 декабря 1994 года: на представление приехали партийные чиновники из министерства образования. Когда обнаружились признаки пожара, занавес закрылся, а на сцене всё ещё находились выступавшие дети. Школьникам учителя приказали оставаться на своих местах, в то время как под ними уже начали плавиться пластиковые сиденья, а чиновники неторопливо покидали помещение через окна. Ни один ребёнок не был эвакуирован, пока не были спасены все чиновники.
Режиссёр взял интервью у 60 семей погибших детей.

## Художественные особенности
В фильме использовано множество своеобразных художественных приёмов: показаны тела детей, кадры похорон, семейные фотографии, а также записи, на которых дети выступают с пропагандой коммунистических идеалов за несколько секунд до гибели и кадры детских спин со следами обуви больших размеров, свидетельствующие, по мнению режиссёра, о том, что взрослые покидали место пожара буквально по детским головам.

## Награды
2010 — «Специальное упоминание» 63-го фестиваля в Локарно